# Ofir Marciano
Ofir Meir Marciano  est un footballeur international israélien né le 7 octobre 1989 à Ashdod. Il évolue au poste de gardien de but à l'Hapoël Beer-Sheva.

## Biographie

### En club
Avec l'équipe du MS Ashdod, il dispute un total de 140 matchs en première division israélienne.

### En équipe nationale
Il joue son premier match en équipe d'Israël le 10 octobre 2014, contre Chypre. Ce match gagné 1-2 à Strovolos rentre dans le cadre des éliminatoires de l'Euro 2016. Il joue un total de dix matchs lors de ces éliminatoires.

## Palmarès

### En club
- Hibernian FC
  - Championnat d'Écosse de D2 :
    - Champion : 2017.
- Feyenoord FC
  - Europa conference League Finaliste 2022 :